# Karin Friedrich (Historikerin)
Karin Friedrich (* 12. Juni 1963 in München) ist eine deutsche Historikerin. Ihr Spezialgebiet ist die polnische und deutsche, vor allem preußische Geschichte in der Frühen Neuzeit.
Nach dem Magister in Geschichte und Politikwissenschaft an der Ludwig-Maximilians-Universität München 1989 setzte sie ihre Studien an der Georgetown University (Washington, D.C.) fort und schloss 1995 mit dem Ph.D. ab. 1995 bis 2005 wirkte sie am History Department an der School of Slavonic and East European Studies des University College London. Sie arbeitet als Senior Lecturer an der Universität Aberdeen, Schottland. Von 2001 bis 2006 war sie Mitherausgeberin der Zeitschrift German History, der Zeitschrift der German History Society mit Sitz in London. Sie ist Redaktionsmitglied mehrerer anderer historischer Zeitschriften.
Eine Lehrstuhlvertretung an der Freien Universität Berlin nahm sie 2000 wahr. Im Sommer 2007 war sie Gastwissenschaftlerin der Krupp-Stiftung an der Universität Greifswald. Sie ist Kodirektorin des Centre for Early Modern Studies, Universität Aberdeen, Mitglied des wissenschaftlichen Beirats des Deutschen Historischen Instituts in Warschau und des Arbeitskreises für Barockforschung der Herzog August Bibliothek in Wolfenbüttel.

## Schriften (Auswahl)
Monographien
- The Other Prussia. Royal Prussia, Poland and Liberty, 1569–1772. Cambridge 2000, ISBN 0-521-58335-7 (eingeschränkte Vorschau).
- Citizenship and Identity in a Multi-national Commonwealth. Poland-Lithuania in Context, 1569–1795. Brill, Leiden 2009, ISBN 978-90-04-16983-8.
- mit Sara Smart: The Cultivation of Monarchy and the Rise of Berlin. Brandenburg-Prussia 1700. Ashgate 2010.[6]
- (Hrsg.): Festivals in Germany and Europe. New Approaches to European Festival Culture. Edwin Mellen Press, Lewiston, Queenston, Lampeter 2000.

Artikel
- Polish-Lithuanian Political Thought, 1450–1700. In: Howell Lloyd, Glenn Burgess, Simon Hodson (Hrsg.): History of European Political Thought, 1450–1700. Yale University Press, 2007, S. 409–447.
- „Pomorze“ or „Preussen“: Polish Perspectives on early modern Prussian History. In: German History. Vol. 22, Nr. 3, Juli 2004, S. 344–371.
- Zwischen zwei Adlern. Kulturelle und ideologische Einflüsse Polen-Litauens auf das herzogliche Preußen vor 1701. In: Matthias Weber (Hrsg.): Preußen in Ostmitteleuropa. Oldenbourg, München 2003, S. 115–141.
- Nationsbewußtsein im Schlesien der frühen Neuzeit. In: Kai Struve, Philipp Ther (Hrsg.): Die Grenzen der Nationen. Nationale Identitätenwandel in Oberschlesien in der Neuzeit. Herder-Institut, Marburg 2002, S. 19–44.
- The Development of Prussian Towns, 1720–1815. In: P. Dwyer (Hrsg.): The Rise of  Prussia: Re-thinking Prussian History, 1700–1830. Adison, Wesley, Longman, London 2001, S. 129–150.